# 魔法少女ノ魔女裁判
『魔法少女ノ魔女裁判』（まほうしょうじょノまじょさいばん）は、Re,AERのブランド「Acacia」の1作目となるPC (Steam)・Nintendo Switch用ゲームソフト。略称は「まのさば」。
孤島の牢屋敷を舞台に、魔法を使う13人の少女が自分たちの中に潜んでいる「魔女」こと殺人犯を探し出して処刑するアドベンチャーゲーム。
2025年6月9日にゲーム本編の第1話を途中までプレイできる『魔法少女ノ魔女裁判 死遊体験版』がSteamより配信された。
2025年7月18日にSteam版が発売され、2026年春にNintendo Switch版が発売予定。

## ゲーム内容
牢屋敷に囚人として閉じ込められた主人公が少女たちと共同生活を送るという章仕立てのADVパートと、定期的に発生する殺人に対して誰が殺人を犯した魔女なのかを決めて処刑する魔女裁判パートで構成されている。プレイヤーは少女たちの発言やADVパートで集めた証拠をもとに、嘘をついている魔女を見つけ出す。事件のトリックには少女たちがそれぞれ持つ固有の魔法が関わっている場合もある。
スタッフによると残酷表現は「最悪」を常に心がけているとのことで、殺し合いによる少女の死や処刑シーンがあり、少女の精神的トラウマ、禁忌をテーマとしている。バッドエンドは30個存在する。

## 設定
本作の舞台は絶海の孤島にある牢屋敷。囚人の少女たちはそれぞれ固有の魔法を持つと同時に魔女になる素質があり、殺人衝動や幻覚に支配される可能性がある。

### ストーリー
高校1年生になるはずだった桜羽エマは、ある朝目を覚ますと、少女たちとともに孤島の牢屋敷に閉じ込められていた。現れたフクロウによると、エマたち13人の少女は世界に害をおよぼす魔女である可能性が高いため、ここで囚人として生活する必要があるという。
エマは魔女候補の少女たちと共同生活を送るが、ある時殺人事件が発生する。フクロウの指示でエマたちは魔女裁判を行い、自分たちの中にいる魔女を探し出して処刑することになる。

### キャラクター
桜羽 エマ（）
声 - 三木谷奈々
本作の主人公。囚人番号658。一人称は「ボク」。明るく振る舞うが、寂しがり屋で嫌われることを恐れている。
二階堂 ヒロ（）
声 - 東雲はる
囚人番号659。非の打ちどころがない優等生。正しいか否かを常に価値基準とし、正しさを追求して偏った思想に走りがち。
夏目 アンアン（）
声 - 葵あずさ
囚人番号660。引きこもりで努力を苦手としている。コミュニケーション能力に難があり、意思疎通は筆談で行うが、文豪のような大仰な口調になる。
城ケ崎 ノア（）
声 - 井口裕香
囚人番号661。魔法は液体操作。世界中で人気を博している覆面ストリートアーティスト。マイペースでつかみどころがなく、いろんなことに対して疑問を口にする。
蓮見 レイア（）
声 - 小清水亜美
囚人番号662。劇団のトップで活躍する有名な役者。責任感の強い努力家で、周囲のまとめ役を担う。
佐伯 ミリア（）
声 - 高森奈津美
囚人番号663。白ギャルのような風体に反しておとなしい性格をしており、要領は悪いが心優しい。
宝生 マーゴ（）
声 - 樹冬華
囚人番号664。頭の回転が速い凄腕の詐欺師で、誰に対しても好意的な態度を取るが、実際のところはこの世の全てを信用しておらず、誰にも本心を明かさない。
黒部 ナノカ（）
声 - 大熊和奏
囚人番号665。牢屋敷のことを以前から知っているらしく、強い敵意を抱いている。クールかつ排他的で、目的のために手段を選ばない。
紫藤 アリサ（）
声 - 石井未紗
囚人番号666。魔法は発火。家出している不良で、学校にも通っていない。口調は荒く、喧嘩っ早い。気に入らないことを潰すのを信条としているが、その実自分のことを一番嫌っている。
橘 シェリー（）
声 - 柊優花
囚人番号667。魔法は怪力。ミステリーが好きで、名探偵を自称する。常に元気で好奇心旺盛だが、空気を読まないところがあり、道徳心を一切持ち合わせていない。
遠野 ハンナ（）
声 - 石崎紗彩
囚人番号668。魔法は浮遊。貧乏な家庭の生まれだが、お嬢様口調で高慢に振る舞い、名家の令嬢を騙る。
沢渡 ココ（）
声 - 比良坂芽衣
囚人番号669。ストリーマー。裏表の激しい性格をしており、配信時はポジティブで笑顔だが、自分と推し以外の全てを憎み、囚人生活でも攻撃的な言動をする。
氷上 メルル（）
声 - 山下七海
囚人番号670。魔法は治癒。常に半泣きで自虐的な心配性で、物陰に隠れて気になった相手をつけ回す。
ゴクチョー
声 - 中尾隆聖
牢屋敷の獄長を務めるフクロウ。

## スタッフ
- 企画 - Acacia[1][10]
- プロデューサー - 畑俊行[10]
- キャラクターデザイン - 梅まろ[1][10]
- 原作・クリエイティブ監修 - 喜多南
- ディレクター - 滝口流[10]
- メインシナリオ - 喜多南（ストーリーパート）[10]、滝口流（裁判パート）[10]
- シナリオ（ストーリーパート） - 景山千博、海野凛久、彩月レイ、畑俊行
- シナリオ（裁判パート） - 深浦佑太、我孫子ユウジ
- イラストレーター - おむ (omu)[10]、ナナホシコウ[10]
- 背景イラスト - ふきた[10]、Taurus Global Studio[10]
- プランニング・プログラム - 石田ぎがしー[10]
- 主題歌制作 - SLAVE.V-V-R[1][10]
- エンディングテーマ制作 - daiki⛩[10]
- BGM制作 - 近藤佑輔[10]
- ロゴデザイン - ミナトデザイン[10]
- 設定協力 - 星野彼方[10]
- 音響制作・マスタリング - Studio Tonaria[10]

## 主題歌
「LaVI-Bavellabion」
三木谷奈々による主題歌。作詞・作曲・編曲はSLAVE.V-V-R。
歌詞はゲーム内BGMにも使用される架空言語「フィクスマージ語」で書かれている。
「MAdEaR MAdEaR」
東雲はるによる主題歌。作詞・作曲・編曲はSLAVE.V-V-R。
「LaVI-Bavellabion」と同様に、こちらも歌詞が「フィクスマージ語」で書かれている。
本楽曲は後述のクラウドファンディングにおけるストレッチゴール達成に対するリターンとして制作された。
「愛の残滓」
藍月なくるによる挿入歌。作詞・作曲・編曲は佐高陵平。とあるBAD ENDで使用される。
「救いを求めるヒトの詩」
有世華望による挿入歌。作詞・作曲・編曲は近藤佑輔。
「bloom」
三木谷奈々によるエンディングテーマ。作曲・作詞・編曲はdaiki torii。

## 開発
2024年4月19日からは総合的なクオリティアップのためにCAMPFIREにてクラウドファンディングが実施され、午後7時開始から約1時間半で当初の目標額である200万円を突破し、以降新たに設定されたストレッチゴールもすべて達成し、終了の6月30日時点で3340％となる6684万9444円が集まった。
2024年7月23日から8月6日まで、二階堂ヒロと橘シェリーの声優オーディションと、BGMのボーカルオーディションが実施され、橘シェリー役は柊優花、二階堂ヒロ役は東雲はる、BGMボーカリストは根本真澄、ゆめこ、天音に決まった。

## 漫画
キャラクターたちのほのぼのとした姿を描く2コマ漫画『このあと、死にます』がXの公式アカウントにて2024年7月から連載されている。
時任せつなによるコミカライズが『コミックアルナ』(KADOKAWA) にて2025年8月号から連載されている。

## CD
| 発売日        | タイトル                                                     | 規格品番  |
| ------------- | ------------------------------------------------------------ | --------- |
| 2025年7月18日 | 『魔法少女ノ魔女裁判』コンプリートオリジナルサウンドトラック | FFCP-0053 |

## イベント
魔法少女ノ魔女裁判〜the first page〜
朗読劇とトークイベントがサンパール荒川の小ホールにて2025年5月10日に開催。全公演に三木谷奈々、昼・夜公演に石崎紗彩と樹冬華、昼公演にのみ柊優花、夜・おまけ公演に東雲はる、おまけ公演にのみ岩口和暖、畑俊行、深浦佑太が出演した。